# Mohamed Ali Solman
Mohamed Ali Solman – egipski bokser, srebrny medalista igrzysk afrykańskich w 1995 r.

## Kariera amatorska
W 1994 r., Solman startował w turnieju "Troefo Italia", reprezentując swój kraj w kategorii papierowej. Egipcjanin odpadł w 1/8 finału, przegrywając z Włochem Antonio Ciprianim. W 1995 r. zdobył srebrny medal na igrzyskach afrykańskich w Harare. W finale pokonał go zwycięzca - Masibulele Makepula. Jako amator rywalizował tylko w kategorii do 48 kg.